# Senatus consultum Silanianum
Das Senatus consultum Silanianum ist ein im Jahr 10 n. Chr. ergangener Beschluss des römischen Senats in der Ära des Augustus. Der Beschluss regelte, dass bei Ermordung eines Hausherrn (dominus), alle Sklaven seines Haushaltes (sub eodem tecto) getötet werden durften, sofern sie nicht mit allen Mitteln Hilfe geleistet hatten. Solange durfte das Testament des Getöteten nicht eröffnet werden. Aufgrund seiner strengen ermittlungsrechtlichen Maßnahmen gilt der Beschluss als besonders berüchtigt.
An dem Beschluss wird deutlich, dass Rom in der Zeit seines Wandels von einer Republik zur Monokratie (Prinzipat) zunehmend für ein öffentliches Verfahrensrecht eintrat, was besonders für die Aufklärung von unklaren Todesfällen galt. Die Herrengewalt wurde damit staatlich abgesichert. Vor ihrer Tötung konnten Sklaven im Ermittlungsverfahren gefoltert werden. Man versprach sich davon, dass entscheidende Informationen zur Todesursache des Herrn, eines römischen Bürgers, fließen würden. Zweifel bestehen in der Forschung darüber, ob die Maßnahmen auch im Falle eines Suizids des Patrons anwendbar waren. Widersetzten sich die Sklaven, durften sie zu Tode gefoltert werden, es sei denn, es war bereits erwiesen, dass sie sich zum Schutz ihres Herren eingesetzt hatten. Der Beschluss ergänzte die lex Cornelia de sicariis et veneficiis, die – unter anderem – am Mordgeschehen unmittelbar beteiligte Sklaven bestrafte.
Der Senatsbeschluss wurde intensiv diskutiert, sowohl unter den zeitgenössischen als auch unter den späteren Juristen der Hoch- und Spätklassik. Da als verbindliche Rechtsquelle in der Antike allein die lex anerkannt war, wandten viele anfänglich ein, dass eine Senatsbeschluss nicht vergleichbar behandelt werden dürfe (legis vicem optinere). Auch gab es Diskussionsbedarf zu den strengen straftatbestandlichen Bestimmungen, die die Tötung aller Sklaven eines Haushalts anordnete, wenn der Herr von einem Sklaven ermordet worden war. Die Bedeutung der Diskussion wird dadurch deutlich, dass Iulius Paulus – ausweislich des „Index auctorum“ der justinianischen Digesten – dem Konsult zur Frage des Rechtsquellencharakters gar eine Monografie gewidmet (Ad senatus consultum Silanianum) hatte. Die Diskussionen der Juristen sind in den Digesten festgehalten, besonders sind Ausführungen der Klassiker Ulpian und Gaius enthalten. Beide veranschaulichen die scharfe Diskussion um die Frage der Folterung testamentarisch Freigelassener, dies bereits zu Neros Zeiten und die Tatbestandserweiterung auf Maßnahmen, die vom Wortlaut des Beschlusses nicht gedeckt waren, wie die Ermordung des Herrn während einer Reise, die Ermordung von dem Herrn nahestehenden Personen, oder die Tötung von Fremdsklaven, die sich zur Tatzeit lediglich auf dem Hof des Getöteten aufgehalten hatten.
Nero soll so lange Testamentseröffnungsverbote verhängt haben, bis die erkennungsdienstlichen Untersuchungen abgeschlossen waren. Währenddessen ließ er ungebrochen Foltermaßnahmen vornehmen, selbst dann, wenn das Konsult keinen Raum dafür hergab. Um vom Beschluss ungedeckte Maßnahmen rechtfertigen zu können, soll Nero 57 n. Chr. mit dem „senatus consultum Neronianum“ ergänzt haben. Danach durften Freigelassene wie Sklaven behandelt werden. Weitere spätere Ergänzungen waren die senatus consulta „Claudianum“ und „Pisonianum“.
Um die Wende ins zweite Jahrhundert revidierte Trajan einiges und kehrte zur ursprünglichen Idee des Beschlusses zurück. Freigelassene blieben gleichwohl in den Anwendungsbereich des Beschlusses einbezogen, mit der Einschränkung allerdings, dass lediglich beschlussgemäße Ermittlungsmaßnahmen gegen sie eingeleitet werden durften. Der Sanktionsapparat, also Bestrafungsmaßnahmen, betraf sie nicht. Hadrian interpretierte die Bestimmungen rein strafrechtlich, weshalb er Nachweise über Schuldvorwürfe gegen Gewaltuntergebene forderte. Bis in die Zeit Justinians wurden ergänzende oder abändernde Anordnungen getroffen, um die erkennungsdienstlichen Maßnahmen an die Gegebenheiten anzupassen.